# پسرک (کتاب)
پسرک نام یک کتاب ادبی است که توسط آلفونس دوده، نویسندهٔ اهل فرانسه نوشته شده‌است. این کتاب یکی از آثار مشهور ادبی جهان است.

## ترجمه به فارسی
نسخه‌های مختلفی از رمان پسرک تاکنون چندین بار به زبان فارسی ترجمه شده و با نام‌ها و مشخصات مختلف زیر به چاپ رسیده‌است:
- دوده‌، آل‍ف‍ون‍س‌، آدم‍ک‌ (چ‍ی‍ز ک‍وچ‍ول‍و)، اق‍ت‍ب‍اس‌ از ژاک‌ م‍ال‍زاک‌، ت‍رج‍م‍ه‌ ع‍ل‍ی‌اص‍غ‍ر س‍رح‍دی‌، ت‍ه‍ران‌: ام‍ی‍رک‍ب‍ی‍ر، ک‍ت‍اب‍ه‍ای‌ ش‍ک‍وف‍ه‌‏‫، ۱۳۸۰؛ ‏‫۸۳ ص.
- م‍ال‍زاک‌، ژاک‌، پتی‌شز، اقتباس‌کننده ژاک مالزاک، مترجم جمشید بهرامیان، تهران: بهرامیان‏‫، ‏‫‏‏۱۳۸۹؛ ۱۰۸ ص.
- دوده‌، آل‍ف‍ون‍س‌، پتی شز، ترجمۀ اقبال یغمائی، تهران: توس‏‫،‌ ۱۳۵۱.‬
  - دوده‌، آل‍ف‍ون‍س‌، ‏‫پ‍ت‍ی‌ ش‍ز، ت‍رج‍م‍ۀ‌ اق‍ب‍ال‌ ی‍غ‍م‍ائ‍ی‌، ت‍ه‍ران‌‬: آف‍ری‍ن‍ش‌‏‫، ۱۳۶۸؛ ۴۳۲ ص.
- س‍ل‍ی‍م‍ان‍ی‌، ح‍ج‍ت‌ال‍ل‍ه‌، پ‍ت‍ی‌ ش‍ز، ب‍ازن‍وی‍س‌ ح‍ج‍ت‌ال‍ل‍ه‌ س‍ل‍ی‍م‍ان‍ی‌، وی‍راس‍ت‍ار س‌. م‍ق‍دم، ت‍ه‍ران‌: ج‍اده‌ اب‍ری‍ش‍م‌، ۱۳۷۷؛ ۳۲ ص.
- دوده‌، آل‍ف‍ون‍س‌، پتی شز: سرگذشت یک طفل، ترجمۀ اقبال یغمائی، [بی‌جا: بی‌نا]‏‫، ۱۳۳۶؛ ۱۱۴ ص.
- دوده‌، آل‍ف‍ون‍س‌، پ‍س‍رک‌، م‍ت‍رج‍م‌ اب‍وال‍ق‍اس‍م‌ س‍ب‍طی، ت‍ه‍ران‌: م‍وس‍س‍ه‌ ک‍ت‍اب‌ ه‍م‍راه‌‏‫، ۱۳۷۴؛ ‏‫۷۲ ص.
- دوده‌، آل‍ف‍ون‍س‌، پ‍س‍رک‌، ت‍رج‍م‍ه‌ ع‍طااال‍ل‍ه‌ ش‍ه‍اب‌پ‍ور، [ت‍ه‍ران‌]، ۲ ج؛ ۳۶۱ ص‌.
- دوده‌، آل‍ف‍ون‍س‌، ‏‫فسقلی، ترجمۀ مهران محبوبی، تهران: انتشارات روزگار، ‏‫۱۳۹۷؛ ۷۰ ص.
- دوده‌، آل‍ف‍ون‍س‌، ‏‫مرد کوچک، ترجمۀ محمود گودرزی، ویراستار احمد پورامینی، تهران: افق‏‫ ‏، ۱۳۹۷؛ ‏‫۳۰۶ ص.
  - دوده‌، آل‍ف‍ون‍س‌، ‏‫مرد کوچک، ترجمۀ محمود گودرزی، تهران: افق‏‫، ۱۳۹۷؛ ‏‫۴۵۸ ص.